# Алтусрид
Алтусрид (њем. Altusried) град је у њемачкој савезној држави Баварска. Једно је од 28 општинских средишта округа Обералгој. Према процјени из 2010. у граду је живјело 9.973 становника. Посједује регионалну шифру (AGS) 9780112.

## Географија
Алтусрид се налази у савезној држави Баварска у округу Обералгој. Град се налази на надморској висини од 723 метра. Површина општине износи 91,6 km².

## Становништво
У самом граду је, према процјени из 2010. године, живјело 9.973 становника. Просјечна густина становништва износи 109 становника/km².

## Међународна сарадња
| Мјесто | Држава    | Врста сарадње | Од    |
| ------ | --------- | ------------- | ----- |
|        | Француска | партнерство   | 1976. |
| Извор  |           |               |       |